# Dijaliza
Dijaliza (gr. διάλυσις dialysis – labavljenje), u medicini je proces uklanjanja viška vode, otopljenih tvari i toksina iz krvi kod ljudi čiji bubrezi više ne mogu prirodno obavljati te funkcije. To se naziva nadomjesna bubrežna terapija. Prva uspješna dijaliza izvedena je 1943. godine. 
Dijalizu je možda potrebno započeti kada dođe do iznenadnog i brzog gubitka funkcije bubrega, poznatog kao akutna ozljeda bubrega (prethodno nazvanog akutno zatajenje bubrega), ili kada postupno opadanje funkcije bubrega, kronična bubrežna bolest, dosegne stadij 5. Stadij 5 kronične zatajenje bubrega se postiže kada je brzina glomerularne filtracije 10-15% normalne, klirens kreatinina manji od 10 ml po minuti i prisutna je uremija.
Dijaliza se koristi kao privremena mjera kod akutnog oštećenja bubrega ili kod onih koji čekaju transplantaciju bubrega i kao trajna mjera kod onih kod kojih transplantacija nije indicirana ili nije moguća.
U Australiji, Kanadi, Ujedinjenom Kraljevstvu i Sjedinjenim Državama, dijalizu plaća država za one koji ispunjavaju uvjete.
U istraživačkim laboratorijima tehnika dijalize također se može koristiti za odvajanje molekula na temelju njihove veličine. Osim toga, može se koristiti za balansiranje pufera između uzorka i otopine "dijalizne kupke" ili "dijalizata" u kojoj se nalazi uzorak. Za dijalizu u laboratoriju koristi se cjevasta polupropusna membrana izrađena od celuloznog acetata ili nitroceluloze. Veličina pora varira u skladu s potrebnim odvajanjem veličine s većim veličinama pora koje omogućuju većim molekulama prolaz kroz membranu. Otapala, ioni i pufer mogu lako difundirati kroz polupropusnu membranu, ali veće molekule ne mogu proći kroz pore. To se može koristiti za pročišćavanje proteina od interesa iz složene smjese uklanjanjem manjih proteina i molekula. 
Postoje dvije osnovne vrste dijalize: 
- hemodijaliza
- peritonejska dijaliza.

## Okolnosti
Bubrezi imaju važnu ulogu u održavanju zdravlja. Kad je osoba zdrava, bubrezi održavaju unutarnju ravnotežu vode i minerala (natrij, kalij, klorid, kalcij, fosfor, magnezij, sulfat) u tijelu. Kiseli krajnji produkti metabolizma kojih se tijelo ne može riješiti disanjem također se izlučuju putem bubrega. Bubrezi također funkcioniraju kao dio endokrinog sustava, proizvodeći eritropoetin, kalcitriol i renin. Eritropoetin je uključen u proizvodnju crvenih krvnih stanica, a kalcitriol ima ulogu u formiranju kostiju. Dijaliza je nesavršen tretman za nadomjestak funkcije bubrega jer ne ispravlja ugrožene endokrine funkcije bubrega. Liječenje dijalizom zamjenjuje neke od ovih funkcija difuzijom (uklanjanje otpada) i ultrafiltracijom (uklanjanje tekućine). U procesu dijalize se koristi visoko pročišćena (također poznata kao "ultrapista") voda.

## Princip
Dijaliza radi na principima difuzije otopljenih tvari i ultrafiltracije tekućine kroz polupropusnu membranu. Difuzija je svojstvo tvari u vodi; tvari u vodi teže premjestiti se iz područja visoke koncentracije u područje niske koncentracije. Krv teče jednom stranom polupropusne membrane, a dijalizat, odnosno posebna tekućina za dijalizu, teče suprotnom stranom. Polupropusna membrana je tanki sloj materijala koji sadrži rupe različitih veličina, odnosno pore. Manje otopljene tvari i tekućina prolaze kroz membranu, ali membrana blokira prolaz većih tvari (na primjer, crvenih krvnih stanica i velikih proteina). Ovo ponavlja proces filtriranja koji se odvija u bubrezima kada krv uđe u bubrege i kada se veće tvari odvajaju od manjih u glomerulu.
Dvije glavne vrste dijalize, hemodijaliza i peritonejska dijaliza, uklanjaju otpad i višak vode iz krvi na različite načine. Hemodijaliza uklanja otpad i vodu cirkuliranjem krvi izvan tijela kroz vanjski filtar, nazvan dijalizator, koji sadrži polupropusnu membranu. Krv teče u jednom smjeru, a dijalizat u suprotnom. Protustrujni tok krvi i dijalizata maksimizira gradijent koncentracije otopljenih tvari između krvi i dijalizata, što pomaže u uklanjanju više ureje i kreatinina iz krvi. Koncentracije otopljenih tvari koje se normalno nalaze u urinu (na primjer kalij, fosfor i urea) nepoželjno su visoke u krvi, ali su niske ili ih uopće nema u otopini za dijalizu, a stalna zamjena dijalizata osigurava da koncentracija nepoželjnih otopljenih tvari ostane niska s ove strane membrane. Otopina za dijalizu ima razine minerala poput kalija i kalcija koje su slične njihovoj prirodnoj koncentraciji u zdravoj krvi. Za drugu otopljenu tvar, bikarbonat, razina otopine za dijalizu postavljena je na nešto višu razinu nego u normalnoj krvi, kako bi se potaknula difuzija bikarbonata u krv, kako bi djelovao kao pH pufer za neutralizaciju metaboličke kiselosti koja je često prisutna u ovih pacijenata. Razine komponenti dijalizata obično propisuje nefrolog prema potrebama pojedinog pacijenta.
U peritonejskoj dijalizi, otpadne tvari i voda uklanjaju se iz krvi unutar tijela pomoću peritoneuma kao prirodne polupropusne membrane. Otpad i višak vode kreću se iz krvi, preko peritonejske membrane i u posebnu otopinu za dijalizu, nazvanu dijalizat, u trbušnoj šupljini.